# Melanophryniscus paraguayensis
Melanophryniscus paraguayensis es una especie de anfibio del género Melanophryniscus, perteneciente a la familia Bufonidae. Es un taxón endémico de algunos pastizales del centro del Paraguay, en altitudes que rondan los 50 m s. n. m.. 

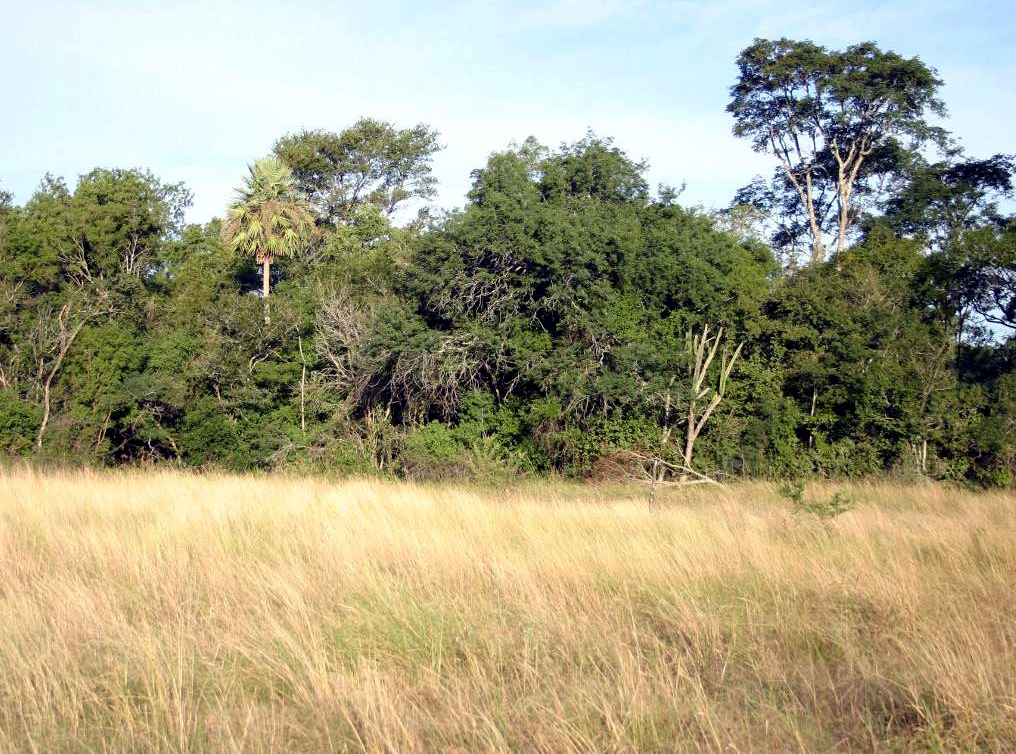
Este anfibio habita pastizales del chaco húmedo.

## Distribución y hábitat
Esta especie se distribuye de manera endémica en el centro del  Paraguay, a ambos lados del río homónimo, en los departamentos: Central, Cordillera, Paraguarí y Presidente Hayes.
Habita en sabanas fitogeográficamente ubicadas en el distrito fitogeográfico chaqueño oriental de la provincia fitogeográfica chaqueña, correspondientes a la ecorregión terrestre chaco húmedo, bajo un clima semitropical semiestépico.

## Taxonomía
Esta especie fue descrita originalmente en el año 2007 por los herpetólogos Jorge Abel Céspedez y Martha Motte.
Holotipo
El ejemplar holotípico es una hembra adulta archivada bajo el código MNHNP 1115, colectada por Aquino, Scott y Fitzgerald el 14 de junio de 1984.
Localidad tipo
La localidad tipo es: Ytororó Country Club, departamento Central (21 km al sur de Asunción), Paraguay.
Etimología
Etimológicamente, el término específico paraguayensis hace alusión al país del cual es endémico: Paraguay.
Grupo al cual pertenece
Se la incluye en el grupo Melanophryniscus stelzneri, uno de los 3 en que es dividido el género Melanophryniscus.

## Características y costumbres
M. paraguayensis es un anfibio de tamaño pequeño, robusto y globoso, con un largo total de entre 20,5 y 25,6 mm, de piel rugosa y hocico redondeado y corto.
Es posible separar a esta especie de las otras especies del género Melanophryniscus por su mediana robustez, por la granulación de su piel, por exhibir características propias en su patrón de coloración y en el diseño del mismo, por no poseer almohadilla nupcial y por tener un reducido tamaño.
Patrón cromático
Es un anfibio mayormente negro, con un fino salpicado de color amarillo y rojo intenso (dando un aspecto similar a un reticulado) compuesto por manchitas pequeñas; dorsalmente puede variar en su densidad, pero ventralmente es siempre abundante, incluso las máculas pueden allí llegar a tocarse, pero nunca se presentan de mayor tamaño, aunque sí exhibe un par de manchas más grandes (en algunos ejemplares estas son muy pequeñas) que cubren las regiones escapulares, de color rojo, aunque también pueden ser naranjas o amarillas.
Especies similares
Melanophryniscus paraguayensis presenta una mayor similitud externa con Melanophryniscus cupreuscapularis, de la que se diferencia fácilmente por presentar menor tamaño, exhibir el vientre de punteado rojo intenso, y por reemplazar las dos manchas dorsales de color cobre por dos manchas más pequeñas de color rojo. 